# L'amante (film 1950)
L'amante (A Lady Without Passport ) è un film del 1950, diretto da Joseph H. Lewis e interpretato da Hedy Lamarr e John Hodyak.

## Trama
In una strada di New York, un uomo sconosciuto muore investito da un'auto. L'indagine rivela che il defunto era un certo Santez, che qualche tempo prima arrivò negli Stati Uniti illegalmente attraverso Miami da Cuba. La metà di una banconota da mille dollari viene trovata nella tasca del defunto.
L'ispettore generale del Dipartimento dell'Immigrazione degli Stati Uniti Frank Westlake (James Craig) scopre che Santez è arrivato negli Stati Uniti attraverso una rete cubana di immigrati clandestini guidati da un uomo di nome Palinov (George Macready). Un detective del servizio di emigrazione americano, Pete Karczag (John Hodiak), viene inviato a L'Avana con il compito di rintracciare e catturare Palinov. Le autorità cubane sono a conoscenza delle sue attività, ma non sono in grado di arrestare lui o gli emigranti che invia, poiché non è illegale organizzare la loro partenza dal paese.
Nella sezione visti dell'ambasciata degli Stati Uniti a L'Avana, Pete fa una scena in cui si finge un rifugiato ungherese a cui è stato negato il visto per entrare negli Stati Uniti. Viene notato da uno degli scagnozzi di Palinov che gli offre di usare i suoi servizi a pagamento per entrare nel paese. Porta Pete da Palinov, che accetta di aiutarlo, ma prima organizza per lui un test, presentandogli una rifugiata di Vienna spacciandola per ungherese, Marianne Lauresse (Hedy Lamarr). Marianne ha un accordo con Palinov ed è in attesa di essere trasferita negli Stati Uniti. Palinov sorveglia Pete, che riesce però lo stesso a comunicare con i suoi superiori a Miami.
La sera, passando dal ristorante di Palinov, Pete assiste all'arresto di Marianne, che vende sigarette senza permesso di lavoro. Pete la salva dalla detenzione spacciandosi per suo marito, e poi la porta nel suo hotel e le affitta una stanza. La donna fra le altre cose sostiene di essere stata in un campo di concentramento durante la guerra e gli mostra il tatuaggio di un numero sul braccio destro. Diffidente, la donna rifiuta la corte dell'uomo.
Tornato nella sua stanza, Pete si imbatte in uno degli scagnozzi di Palinov. Ne segue una rissa, durante la quale Pete riceve un colpo alla testa e perde conoscenza. I banditi trovano la sua tessera di detective dell'immigrazione e lo segnalano al loro capo Palinov.
La sera dopo, Pete trascorre del tempo in compagnia di Marianne. Scopre che Palinov intende introdurre clandestinamente Marianne negli Stati Uniti il giorno successivo. Pete sente di essere innamorato di Marianne e scrive una lettera di dimissioni al suo capo Westlake, esprimendo il desiderio di rimanere a L'Avana per motivi personali. Palinov irrompe nella sua stanza con i suoi uomini e informa Marianne su chi sia veramente Pete. Marianne si sente ingannata e si allontana. 
Palinov ordina di uccidere Pete e di sbarazzarsi del suo corpo, quindi di inviare la lettera scritta da lui all'indirizzo indicato in modo che il servizio di immigrazione eviti di cercarlo. 
Rimasto solo con uno dei banditi Pete, dopo una violenta colluttazione, riesce ad ucciderlo. Fa prigioniero poi un secondo bandito e apprende da lui che il trasporto degli immigrati clandestini negli Stati Uniti è effettuato da un pilota americano di nome James. Pete informa i suoi superiori negli Stati Uniti, poi ritorna anch'egli rapidamente a casa per prendere parte all'operazione tesa ad intercettare l'aereo con immigrati clandestini che include fra gli altri Marianne.
Palinov, rendendosi conto che il cerchio intorno a lui si sta restringendo, si è imbarcato sullo stesso aereo di Marianne. Innamorato della donna, non esclude tuttavia di poterla utilizzare come ostaggio. Un aereo della Marina americana trova l'aereo di James nello spazio aereo degli Stati Uniti e inizia a scortarlo. Per sfuggire all'inseguimento, Palinov e James decidono di far atterrare l'aereo nelle paludose foreste pluviali della Florida. Dopo aver effettuato un atterraggio di emergenza i due uomini, insieme a Marianne, salgono su un gommone nell'intento di raggiungere una barca in attesa lungo il fiume. 
Nel frattempo, Westlake e Pete vengono inviati su una barca per salvare i passeggeri dell'aereo precipitato. Dopo aver raggiunto il luogo dell'incidente, si separano. Westlake e i suoi assistenti vanno nella boscaglia alla ricerca del gruppo principale di rifugiati, e Pete su una barca continua a inseguire Palinov, James e Marianne. 
I tre, costretti a terra da un incidente al gommone,  proseguono la fuga ma James viene morso da un serpente velenoso e insiste affinché gli altri due continuino per la loro strada senza di lui. 
Presto Pete raggiunge Palinov e la donna. Servendosi di lei, sotto la minaccia di ucciderla, il gangster convince Pete a lasciarlo fuggire, lasciando alla donna la scelta se seguirlo o rimanere con il detective. Marianne sceglie di rimanere con Pete.
Salito sulla barca, Palinov allontanandosi nella nebbia spara quattro colpi di pistola con l'intento di uccidere i due amanti, lasciandoli però illesi.
Pete, all'insaputa di Palinov aveva sabotato la barca, scaricando con una leva il carburante in acqua, e non consentendo quindi la fuga dell'uomo che sarà in seguito catturato.
Ora Pete e Marianne possono finalmente conoscersi. L'uomo rivela alla donna il suo vero nome garantendole protezione nella sua nuova vita negli Stati Uniti d'America. 

## Produzione
Prodotto dalla Metro-Goldwyn-Mayer, fu girato in esterni in Florida all'Everglades National Park, e a L'Avana prima della rivoluzione cubana.
La colonna sonora del film, con motivi etnico-caraibici, fu composta da David Raksin e diretta da Johnny Green. 

## Distribuzione
Distribuito dalla Metro-Goldwyn-Mayer (MGM), il film uscì in varie nazioni, fra cui:
- Stati Uniti d'America, A Lady Without Passport 3 agosto 1950
- Svezia, Kvinna utan pass 19 febbraio 1951
- Finlandia, Nainen ilman passia  11 gennaio 1952
- Francia, La dame sans passeport 29 febbraio 1952
- Danimarca, Kvinden uden Pas 4 maggio 1953

## Incassi
Secondo i registri della MGM il film ha guadagnato 668.000 in Nord America e 336.000 dollari altrove, generando una perdita di 444.000 dollari.